# Di-hidrocodeína
Di-hidrocodeína é um opiáceo semissintético derivado de dois opiáceos naturais: codeína e tebaína.
É um narcótico oralmente activo com propriedades analgésicas e antitússicas. A venda e producção desta droga aumentaram significativamente recentemente pois são utilizadas de forma recreativa ilicitamente.
A di-hidrocodeína foi primeiramente sintetizada na Alemanha em 1920.

## História
Di-hidrocodeína foi sintetizada na Alemanha em 1920 por Carl Mannich e Helene Lowenhein. Foi aprovada pela FDA (Food and Drug Administration), no dia 23 de Março de 1943 para ser comercializada nos Estados Unidos da América e no Canadá, no qual foi aprovado com o nome Hycodan.

## Uso Medicinal
Di-hidrocodeína é usado para tratar dores moderadas a severas e é um anti-tussígeno.

## Farmacologia
A di-hidrocodeína age como um narcótico, aliviando a dor por ligação aos receptores Opióides no Cérebro e na Medula espinal. O medicamento pode ser administrado com ou sem alimentos, mas quando tomado com Álcool, pode intensificar a sonolência. Ela pode interagir com inibidores da monoamina oxidase (IMAO), bem como com outros medicamentos que causam sonolência.
Na Agência de Administração de Drogas e Alimentos (FDA), a Di-hidrocodeína está relacionada na categoria C. Estudos de reprodução em animais tem demonstrado um efeito adverso sobre os Fetos, e não existem estudos adequados e bem controlados em seres humanos, mas os potenciais benefícios, podem justificar o uso do medicamento nas mulheres grávidas. Além disso, um recém-nascido de uma mãe que usou o medicamento, pode apresentar problemas respiratórios.
Estudos tem demonstrado que a di-hidrocodeína é mais forte que a Codeína, mas apenas um décimo tão potente como a morfina e apenas 59% tão potente como a morfina em propriedades analgésicas. Mas em testes realizados em macacos Rhesus, a potência analgésica da di-hidrocodeína demonstrou ser maior que a morfina. A di-hidrocodeína tem fator 4, o que quer dizer que em 1 mg de di-hidrocodeína, é equivalente a 4 mg de morfina, por meio intravenosa. No entanto pelo fato da morfina ter uma baixa biodisponibilidade oral, existe uma correspondência de 1 por 1 entre morfina administrada via oral e a administração via oral da di-hidrocodeína.
O hábito de usar o medicamento pode levar a dependência física e Dependência psicológica. O nível de dependência pode variar de pessoa para pessoa, dependendo das diferenças biológicas. As vendas e distribuição desta droga tem aumentado significativamente nos últimos anos, assim como o desvio e uso ilícito.
Nos Estados Unidos, as fórmulas que contenham mais de 15 mg por unidade de dosagem, são consideradas de classe II, assim como as fórmulas que contenham apenas o di-hidrocodeína. Os medicamentos que contenham menos do que ou igual a 15 mg em combinação com Paracetamol ou outro medicamento não controlado, são classificado na classe III. A di-hidrocodeína, é geralmente combinada com o paracetamol, ibuprofeno e com o metilbrometo homatropina, e cujas finalidades são:
- Proporcionar analgesia aumentada por intermédio da Sinergia do medicamento.

- Evitar somente a ingestão de Di-hidrocodeína, o que causaria Efeito colateral(is) desagradáveis e que muitas vezes seria inseguro o uso acima do recomendado.

No Reino Unido, a di-hidrocodeína é listada como droga classe a. no Estados Unidos ela não está comercialmente disponível na forma pura, devido a um regulamento próprio e é somente vendida em medicamentos compostos com paracetamol, anti-histamínicos e antitússigenos. A di-hidrocodeína é estritamente controlada em farmácias de manipulação. nos xaropes, somente está disponível em fórmulas compostas, ou seja junto com guaifenesina por exemplo.
Tal como acontece com outros opióides, é possível reduzir as quantidades de di-hidrocodeína necessária para diminuir dores severas, usando em conjunto com outros medicamentos, com propriedades analgésicas, conhecidas como potenciadores. O mais comum e um dos mais eficazes e seguros usados com a di-hidrocodeína, é a hidroxizina (frequentemente comercializado sob a marca vistaril). Relaxantes musculares como orfenadrina e carisoprodol, bem como os anti-histamínicos, podem potenciar a maioria dos opioides.
A di-hidrocodeína, também interage relativamente bem com analgésicos mais atípicos usados na dor severa e Neuropática. Já foi usado com antidepressivo, Anticonvulsionantes, anticolinérgico e estimulantes. Também pode ser usado com duloxetina para dor neuropática, especialmente na Neuropatia diabética, desde que os pacientes tenham níveis normais e absolutos e relativo com relação as enzimas do citocromo P450.

## Compostos

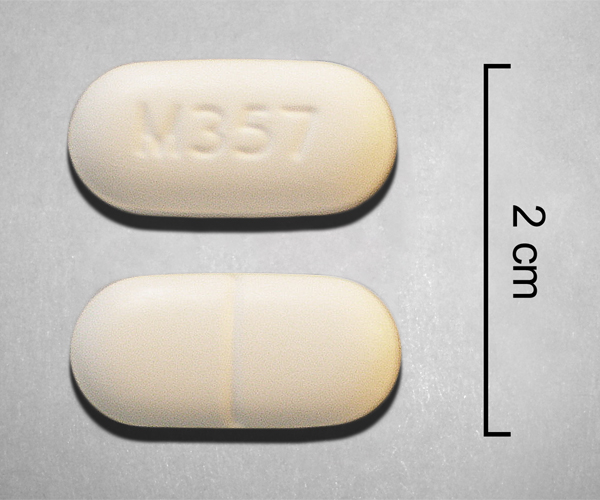
Di-hidrocodeína e paracetamol (acetaminofen) 5-500 tabletes (Mallinckrodt)

Quando vendido comercialmente no Estados Unidos, a di-hidrocodeína é sempre combinada com outros medicamentos. Os combinados com paracetamol são comercializados sob as marcas Vicodin e Dortab. A di-hidrocodeína também pode ser combinada com aspirina e ibuprofeno.
A combinação da di-hidrocodeína com analgésicos podem aumentar a eficácia do Fármaco, sem aumentar os efeitos secundários, relacionados com opióides (por exemplo: Náuseas, Constipação, Sedação). Outro argumento para a combinação do Di-hidrocodeína com o paracetamol, é que essa combinação tem por objetivo limitar a superdosagem. Tal como outros analgésicos opioides, com poucas exceções, não existe uma dose limite para di-hidrocodeína em usuários tolerantes aos seus efeitos; no entanto, a Hepatotoxicidade do paracetamol começa a se manifestar com doses de 4000 mg ao dia.

## Farmacocinética
A di-hidrocodeína é bio-transformado pelo fígado em vários metabólitos e tem uma duração média de 3 a 8 horas. A Enzima hepática P450 e a enzima CYP2D6, convertem em Hidromorfina, um opióide mais potente.

## Farmacogenética
O efeito analgésico do Di-hidrocodeína, é altamente dependente do Metabolismo de O-desmetilado morfina, Hidromorfona e pela enzima citocromo P450 e a enzima CYP2D6. Na população, há grupos de pacientes que são menos sensíveis á Di-hidrocodeína opióide(10% da população Caucasiana). A Genotipagem deste grupo demonstrou que eles herdaram Polimorfismos em sua enzima CYP2D6.
Estes pacientes são considerados Metabolizadores pobres ou intermediários de medicamentos opióides e precisariam de maiores concentrações de opióides para experimentar os mesmos benefícios terapêuticos de uma pessoa, sem Polimorfismo. Portanto, estes pacientes são mais propensos a apresentar reações adversas. Por outro lado, metabolizadores ultra-rápidos (até 7% dos Caucasianos e 30% de Africanos e Asiáticos), podem aumentar a toxidade, devido á rápida conversão.

## Contra-indicações e interações
Misturar di-hidrocodeína com Álcool, Cocaína, Anfetaminas, Metilfenidato, Benzodiazepinas, Barbitúricos e uma série de outros medicamentos, podem causar graves reações adversas, tais como; Insuficiência cardíaca, Ataque cardíaco, Insuficiência respiratória, Insuficiência hepática, Insuficiência renal, Icterícia, Amnésia, Convulsões, Desmaios e Comas. Além disso, o uso de Di-hidrocodeína, pode alterar os Exame de sangue e exames de Urina, para resultados sobre Morfina, Codeína, Hidromorfona e cocaína, dependendo do uso e dosagem. Geralmente estas alterações ocorrem quando usado por longo tempo, sendo que os efeitos, cessam após o uso[carece de fontes?].
A ingestão de Toranja, faz com que os efeitos da Di-hidrocodeína, seja mais forte, através da conversão da di-hidrocodeína em hidromorfona, na qual é um Opiáceo mais potente e tem efeito mais duradouro. Certos compostos orgânicos encontrados na toranja, interferem com o Citocromo P450 enzima CYP2D6, que é responsável pela conversão da Di-hidrocodeína em hidromorfona[carece de fontes?].

## Efeitoscolaterais
Os efeitos colaterais incluem Tontura, Coceira, Náuseas, Sudorese, Sonolência, Prisão de ventre, Vômitos e Euforia. O vômito em alguns pacientes é tão grave, que a internação é necessária, embora isso possa ocorrer quando se ingere Álcool antes de tomar a medicação. Alguns efeitos colaterais menos comum, são a Reação alérgica, alteração sanguínea, mudanças de humor, ritmo cardíaco acelerado, Confusão mental, Ansiedade, Letargia, dificuldade de urinar, espasmos do Uréter, respiração irregular e Erupção cutânea.[carece de fontes?]
A Di-hidrocodeína e outros opióides em geral, tem demonstrado que o uso prolongado podem causar perda da audição, embora este efeito seja muito raro.
Os sintomas da superdosagem da Di-hidrocodeína incluem, Depressão respiratória, Pele azulada e úmida, frio, estreitamento das Pupilas, Bradicardia, Coma, Convulsões, Parada cardíaca, extrema violência e Morte.
Aos pacientes não são tolerantes aos opióides, o consumo não deve ultrapassar 40 mg diários. O uso de medicamentos contendo 10 mg de Di-hidrocodeína e 325 de Paracetamol, pode ser tomado até 12 comprimidos diários, isto porque está abaixo dos 4000 mg de paracetamol recomendados pela Agência de Administração de Alimentos e Drogas (FDA). Alguns medicamentos compostos de até 180 mg de Di-hidrocodeína, podem ser administrados diariamente naqueles com dores crônicas[carece de fontes?].
Alguns dos efeitos colaterais, é ocasionado devido á alteração da Di-hidrocodeína em Hidromorfona, que ocorre no Fígado, como é o caso de todos os Analgésicos baseados em  Codeína tais como: Morfina, Di-hidrocodeína, Di-hidromorfina, Nicodeína, etc...O percentual pode variar de acordo com o medicamento tomado devido á peculiaridades metabólicas, que envolvem o Citocromo P450. Estes fatores podem alterar os efeitos da Di-hidrocodeína, ou seja, pode prolongar ou diminuir os efeitos e ainda pode aumentar ou diminuir a taxa de conversão destes medicamentos[carece de fontes?].

## Efeitos colaterais
- Respiração lenta ou irregular
- Mudança anormal de humor
- Intolerância á luz
- Confusão mental
- Sonolência
- Ansiedade
- Aperto no peito
- Náuseas
- Vômitos
- Estreitamento das pupilas
- Garganta sêca
- Coceiras
- Erupção cutânea
- Constipação
- Dificuldade para urinar

Principais sintomas da superdosagem:
- Sonolência
- Pupilas dilatadas
- Frigidez
- Pele azulada
- viscosidade
- Respiração lenta
- Respiração superficial
- Parada respiratória
- Convulsões